# Žverine Chasma
Lo Žverine Chasma è una struttura geologica della superficie di Venere.